# Uberto Zanolli
Uberto Zanolli Balugani (Verona, 7 de mayo de 1917 - Ciudad de México, 20 de diciembre de 1994) fue un compositor, director y escritor italo-mexicano.

## Primeros años
Zanolli fue hijo de Luigi Zanolli Marcolini y Amelia Pìa Balugani Vecchi. En su infancia, estudió violín, viola, piano y composición en los Conservatorios de Verona, Bolzano y Milán. Fue ingeniero oficial del ejército italiano durante la Segunda Guerra Mundial, estuvo prisionero en los campos de concentración nazis durante dos años. A los 17 años hizo su debut profesional como director de orquesta. Después de la guerra, Zanolli volvió a la actividad artística, trabajando en algunos de los teatros más importantes de Italia, Suiza, Francia, Portugal, España y Estados Unidos.
Fue naturalizado mexicano desde 1957, Zanolli se dedicó al magisterio en diversas instituciones.

## Carrera
Fue docente del Conservatorio Nacional de Música (1958 - 1960); director permanente de orquesta de la Academia de la Ópera (1953 - 1960); Titular del Coro de Bellas Artes (1959-1960) y de la Orquesta del Teatro de Bellas Artes (1975).
Fue profesor en la facultad de Ciencias, desde 1957 hasta su muerte, fue profesor en la Escuela Nacional Preparatoria (EPN), convirtiéndose en fundador del Coro de La Viga y  Coro General de la ENP (1967). Fue director del Departamento de Música, (1972 - 1987) y Coordinador General de Actividades Estéticas (1987 a 1994) de esa institución. Uberto Zanolli fue el fundador y director de la Orquesta de Cámara de la ENP- UNAM (1972 - 1994). 
Dentro de la labor de difusión cultural que creó con la Orquesta de Cámara de la Escuela Nacional Preparatoria (OCENP), hizo de los Conciertos Didácticos la misión principal. Presentó una serie interminable de actuaciones de compositores de diversas épocas y nacionalidades, contribuyendo especialmente a la divulgación de los compositores mexicanos contemporáneos.
Su nombre está relacionado con el redescubrimiento de un compositor del siglo XVIII, Giacomo Facco.

## Premios
El presidente de Italia, Antonio Segni, otorgó a Zanolli el título de Hombre de la Orden al Mérito de la República Italiana (1962), 
En México, la Unión de Cronistas de Música y Teatro lo nombró Músico del Año (1963).
Fue miembro de la Liga de Compositores Mexicanos de Música de Concierto, y grabó decenas de álbumes y medios en los géneros coral, sinfónico y de cámara con las compañías CBS, Musart y la mexicana Voz Viva (UNAM). 
Por su importante aporte en la obra El Arte de la Fuga, de Johann Sebastián Bach, de la que colaboró en la transcripción, interpretación e instrumentación para la orquesta de cámara, la Dirección General de la ENP otorgó él la Medalla de Oro al Mérito Académico (1975). 
También se le otorgó el Águila de Tlatelolco de la Secretaría de Relaciones Exteriores, 
En 1986, el Sindicato Único de Trabajadores de la Música (CTM) le otorgó la Lira de Oro; Ese mismo año, la Escuela Nacional de Música (UNAM) le otorgó la Cátedra Extraordinaria Manuel M. Ponce.

## Radio y televisión
Impartió cursos televisados y programas de radio en los que se muestran los programas culturales que lanzó para el Instituto Politécnico Nacional en colaboración con su esposa, Betty Fabila (1960 - 1962), como cientos de programas de radio a través de XEN 690, una estación de radio para la cual Fundó y dirigió la revista Sele Música durante muchos años. Crítico musical desde los 17 años, colaboró en periódicos como Il Gazzetino di Venezia, L'Arena di Verona, Diario de la Nación, Zócalo y El Universal. Participó en seminarios de actualización académica y ofreció innumerables conferencias y ponencias dentro del marco universitario.

## Vida privada
En 1944 nació su primer hijo, Fausto, de su matrimonio con Elsa Angelini, de quien enviudó poco después. A partir de 1953, Zanolli vivió en México y en 1959 se casó con la soprano mexicana Betty Fabila, convirtiéndose en padre de la pianista Betty Zanolli Fabila.